# Ard Schenk
Adrianus "Ard" Schenk (født 16. september 1944 i Anna Paulowna) er en pensioneret hollandsk skøjteløber, der er en af historiens mest succesfulde skøjteløbere, idet han vandt adskillige OL-, VM- og EM-guldmedaljer.

## Resultater
Schenk deltog første gang ved de olympiske vinterlege i 1964 i Innsbruck, hvor var hollandsk flagbærer ved indmarchen; her blev han nummer 13 i 1500 m-løbet. Ved legene fire år senere i Grenoble kom han på en delt 13. plads på 500 m, mens han på 1500 m vandt han sølv i tiden 2.05,0, der var ny olympisk rekord, som dog senere blev overgået af landsmanden Kees Verkerk (2.03,4), mens nordmanden Ivar Eriksen opnåede samme tid som Schenk og også fik sølv.
Vinter-OL 1972 i Sapporo blev Schenks store triumf, idet han vandt tre guldmedaljer på henholdsvis 1500-meter, 5000-meter og 10000-meter distancerne, mens han blot blev efter et styrt blot nummer 34 på 500 m. Guldmedaljen på 1500 m blev vundet i olympisk rekord på 2.02,96, over et sekund foran norske Roar Grønvold på andenpladsen. På 5000 m var han næsten fem sekunder bedre end Grønvold, der også her blev nummer to, og på 10000 m satte han olympisk rekord med tiden 15.01,35, mere end tre sekunder foran landsmanden Kees Verkerk på andenpladsen.
Udover OL-medaljerne vandt han tre gange VM- (1970, 1971 og 1972) og tre gange EM-guld (1966, 1970 og 1972) samt flere sekundære VM- og EM-medaljer, ligesom han gennem karrieren formåede at sætte intet mindre end 18 verdensrekorder.
Han blev udnævnt til årets hollandske idrætsmand fire gange: 1966, 1970, 1971 og 1972.